# فاليري ليميركير
فاليري ليميركير (بالفرنسية: Valérie Lemercier)‏ هي مغنية ومخرجة وكاتبة سيناريو ومخرجة وممثلة فرنسية، ولدت في 9 مارس 1964 في فرنسا. بدأت مشوارها المهني سنة 1988، ومن الجوائز التي نالتها جائزة سيزار لأفضل ممثلة مساعدة سنة 1994.

## أعمال

### أفلام
- (1995) سابرينا[6]
- (2011) مونت كارلو[7]

## جوائز وترشيحات
جوائز
- جائزة سيزار لأفضل ممثلة مساعدة (1994)

ترشيحات
- جائزة سيزار لأفضل ممثلة (2006)

## وصلات خارجية
- فاليري ليميركير على موقع IMDb (الإنجليزية)
- فاليري ليميركير على موقع ميتاكريتيك (الإنجليزية)
- فاليري ليميركير على موقع روتن توميتوز (الإنجليزية)
- فاليري ليميركير على موقع ألو سيني (الفرنسية)
- فاليري ليميركير على موقع ميوزك برينز (الإنجليزية)
- فاليري ليميركير على موقع أول موفي (الإنجليزية)
- فاليري ليميركير على موقع قاعدة بيانات الأفلام السويدية (السويدية)
- فاليري ليميركير على موقع ديسكوغز (الإنجليزية)
- فاليري ليميركير على موقع قاعدة بيانات الفيلم (الإنجليزية)
- فاليري ليميركير على موقع ليتربوكسد (الإنجليزية)